# Cp (Unix)
A cp Unix shell parancs állományok, könyvtárak másolására használható.

## Használata
Állomány másolása egy másik állományba
```
cp [ -f ] [ -H ] [ -i ] [ -p ][ -- ] SourceFile TargetFile
```

Állomány másolása könyvtárba
```
cp [ -f ] [ -H ] [ -i ] [ -p ] [ -r | -R ] [ -- ] SourceFile ... TargetDirectory
```

Könyvtár másolása könyvtárba
```
cp [ -f ] [ -H ] [ -i ] [ -p ] [ -- ] { -r | -R } SourceDirectory ... TargetDirectory
```

## Példák
Ha azt szeretnénk, hogy egy állományról készítsünk egy biztonsági mentést az aktuális könyvtárba, akkor a következőt kell beírjuk:
```
cp prog.c prog.bak
```

A fenti parancssor a prog.c állományról készít egy másolatot a prog.bak állományba. Ha a prog.bak állomány nem létezik, akkor a cp parancs ezt automatikusan létrehozza. Ha pedig ez már létezik, akkor a tartalmát felülírja a prog.c állomány tartalmával.
Ha egy állományt szeretnénk másolni az aktuális könyvtárból egy másikba, akkor a következő parancssort kell használjuk:
```
cp adatok /home/geza/dokumentumok
```

Ez például az adatok nevű állományt másolja be a /home/geza/dokumentumok/adatok helyre.
Ha egy könyvtárból az összes állományt át szeretnénk másolni egy új könyvtárba, akkor használjuk a következő parancssort:
```
cp /home/geza/kliensek/* /home/eme/vasarlok
```

Ez az utasítás átmásolja az összes állományt a geza/kliensek könyvtárból az eme/vasarlok könyvtárba.
Ha át szeretnénk másolni egy könyvtár összes alkönyvtárát állományokkal együtt egy másik könyvtárba, akkor a következő utasítást kell használjuk:
```
cp -R /home/eme/kliensek /home/eme/vasarlok
```

Ez átmásolja a kliensek könyvtárt, alkönyvtárostól és állományostól a vasarlok könyvtárba, kliensek könyvtárként.
Ha megadott állományokat kell átmásoljunk egy adott könyvtárba, akkor használjuk a következőt:
```
cp jani maria tunde /home/geza/kliensek
```

Ez átmásolja az aktuális könyvtárban levő jani, maria és tunde állományokat a /home/geza/kliensek könyvtárba.
Ha speciális állományokat akarunk másolni, használhatjuk például a következőt:
```
cp programok/*.c .
```

Ez átmásolja az összes c kiterjesztésű állományt a programok könyvtárból az aktuális könyvtárba, melyet a . (pont) jelöl. Szükséges egy szóköz a c és a pont között.